# Nicola Pistoia
Nicola Pistoia (Roma, 31 marzo 1954) è un attore e regista italiano.

## Biografia
Ha iniziato la sua carriera di attore a fine anni settanta con i film "commedia all'italiana". Nel 1988 ha partecipato al giallo per bambini Operazione pappagallo, opera prima del regista romano Marco Di Tillo, su sceneggiatura scritta dallo stesso Marco Di Tillo insieme a Piero Chiambretti e Claudio Delle Fratte. Nel cast vi erano anche Syusy Blady, Leo Gullotta, Tiberio Murgia e Didi Perego.
Ha recitato in Quattro bravi ragazzi, con Michele Placido, Tony Sperandeo e Giancarlo Dettori, Caro maestro, con Marco Columbro e Elena Sofia Ricci, Finalmente soli e Finalmente Natale, con Gerry Scotti e Maria Amelia Monti. Ha partecipato inoltre alla miniserie televisiva Giovanni Paolo II.
Nel 2001 ha recitato e anche diretto, insieme a Pino Ammendola, Stregati dalla luna, con Pino Ammendola (anche attore) e Maurizio Casagrande. Nel 2004 è stato nel cast del film In questo mondo di ladri, diretto da Carlo Vanzina, nel ruolo di Sironi nelle scene iniziali. In teatro è stato uno dei protagonisti de Uomini sull'orlo di una crisi di nervi del 1993 e, dal 2010, di Ben Hur - una storia di ordinaria periferia, spettacolo di cui ha curato pure la regia.

## Filmografia

### Cinema
- Delitto in Formula Uno, regia di Bruno Corbucci (1984)
- Chi c'è c'è, regia di Piero Natoli (1987)
- Aurelia, regia di Giorgio Molteni (1987)
- Sposi, registi vari (1988)
- Operazione pappagallo, regia di Marco Di Tillo (1988)
- Cavalli si nasce, regia di Sergio Staino (1988)
- The Legendary Life of Ernest Hemingway, regia di José María Sánchez (1988)
- Orlando sei, regia di Dante Majorana (1989)
- Piccoli equivoci, regia di Ricky Tognazzi (1989)
- Il ritorno del grande amico, regia di Giorgio Molteni (1989)
- Les secrets professionnels du Dr Apfelglück, registi vari (1991)
- Ladri di futuro, regia di Enzo Decaro (1991)
- Family Express, regia di Georges Nicolas Hayek (1991)
- Vietato ai minori, regia di Maurizio Ponzi (1992)
- Per non dimenticare, regia di Massimo Martelli (1992)
- Quattro bravi ragazzi, regia di Claudio Camarca (1993)
- Antelope Cobbler, regia di Antonio Falduto (1993)
- Uno a te uno a me e uno a Raffaele, regia di Jon Jost (1994)
- Uomini sull'orlo di una crisi di nervi, regia di Alessandro Capone (1995)
- L'amico di Wang, regia di Carl Haber (1997)
- Turno di notte, episodio di I fobici, regia di Giancarlo Scarchilli (1999)
- Stregati dalla luna, regia di Pino Ammendola e Nicola Pistoia (2001)
- In questo mondo di ladri, regia di Carlo Vanzina (2004)
- Viva l'Italia, regia di Massimiliano Bruno (2012)
- Benur - Un gladiatore in affitto, regia di Massimo Andrei (2013)
- Arance & martello, regia di Diego Bianchi (2014)
- Fuorigioco, regia di Carlo Benso (2015)
- Tiramisù, regia di Fabio De Luigi (2016)
- Ritorno al crimine, regia di Massimiliano Bruno (2021)
- Una terapia di gruppo, regia di Paolo Costella (2024)
- Invisibili, regia di Ambra Principato (2025)

### Televisione
- La bella Otero, regia di José María Sánchez – film TV (1984)
- Investigatori d'Italia, regia di Paolo Poeti – miniserie TV (1987)
- Safari, regia di Roger Vadim – film TV (1991)
- L'ispettore Sarti, 6 episodi – serie TV (1994)
- Italia chiamò, episodio 1x03 – serie TV (1992)
- I ragazzi del muretto, episodio 2x06 – serie TV (1993)
- Olimpo Lupo - Cronista di nera, regia di Fabrizio Laurenti – film TV (1995)
- Morte di una strega, regia di Cinzia TH Torrini – miniserie TV (1996)
- Mamma, mi si è depresso papà, regia di Paolo Poeti – film TV (1996)
- Caro maestro – serie TV (1996-1997)
- Avvocato Porta – serie TV (1997-2000)
- Oscar per due, regia di Felice Farina – film TV (1998)
- Anni '50, regia di Carlo Vanzina – miniserie TV (1998)
- Un nero per casa, regia di Gigi Proietti – film TV (1998)
- Finalmente soli, regia di Francesco Vicario, Fosco Gasperi – sitcom (1999-2004)
- Il rumore dei ricordi, regia di Paolo Poeti – miniserie TV (2000)
- Tequila & Bonetti, episodio 1x01 – serie TV (2000)
- Diritto di difesa, episodio 1x13 – serie TV (2004)
- Orgoglio, 9 episodi – serie TV (2004)
- Giovanni Paolo II, regia di John Kent Harrison – miniserie TV (2005)
- Finalmente a casa, regia di Gianfrancesco Lazotti – film TV (2008)
- Forza 10, regia di Antonio Canitano – film TV (2013)
- I segreti di Borgo Larici, regia di Alessandro Capone – miniserie TV (2014)
- Provaci ancora prof! – serie TV (2017)

### Podcast
- Batman - Un'autopsia – podcast Spotify (2022)